# 229 هـ
229 هـ هي سنة في التقويم الهجري امتدت مقابلةً في التقويم الميلادي بين سنتي 843 و844.

## مواليد
- أبو العباس أحمد المعتمد على الله
- الطحاوي
- المنذر بن محمد
- عبد الله بن محمد بن عبد الرحمن

## وفيات
- عبد الله بن محمد المسندي
- يحيى بن يوسف الزمي